# RIVER (AKB48單曲)
《RIVER》是AKB48的第14张单曲。通常盘与剧场盘两种式样分别由You，Be Cool!/KING RECORDS与NEW KING RECORDS在2009年10月21日发售。中心成員由高橋南、前田敦子擔當。

## 概要
在于2009年9月13日进行的AKB48 夏之猴大婶祭（地点为富士急高原乐园Sound Conifer 229）中首次对外披露。全体均为前作的选拔组成员。由于本作的选拔组由前作的21人减为16人，故前作选拔组中佐藤亜美菜、佐藤由加理、浦野一美、多田愛佳与倉持明日香落选。但除了兼任SDN48成员的浦野与佐藤由加理之外的3人均被选入了Under Girls。除兼任SDN48成员的佐藤由加理、大堀惠、野呂佳代、浦野一美、小原春香以及8期、9期研究生之外的全体AKB48成员均参加了CD的录制。
單曲分為通常盤・劇場盤。继前作《Maybe是借口》之后，再次结成“Under Girls”，演唱B面单曲《因为喜欢你》（君のことが好きだから）。同时，新结成“Theater Girls”，演唱《飞机云》（ひこうき雲）。
在CD发售之前，自2009年10月7日起由来电铃声进行了先行音樂下載。自2009年10月14日21时起在King Records官方网站上进行了PV的24小时限时先行音樂下載。
PV的导演继《大声钻石》、《10年樱》、《驚喜之淚！》及《Maybe是借口》之后，继续由高橋榮樹担任。外景拍摄是在航空自卫队入间基地入间直升机空中运输队的协助下，利用该队的仓库以及直升机等进行的。
通常盘中，除附带了全国握手会参加券之外，还附带了用于2010年1月21日 - 1月24日举行的“AKB48 重温时间 最佳曲目100 2010”（通称：AX2010）之乐曲投票券。
广告标语为“梦想就在对岸。”（向こう岸には夢がある。）
自《大声钻石》起至本作为止，连续5作单曲均由井上義正提供乐曲。
在于2010年6月5日公映的电影《告白》中作为了场景的插入歌曲。同片之原声集CD中亦收录了本作。
AKB48以本作首次夺得Oricon公信榜周榜第一名。初动销售数字超越YUI的《again》，更新了2009年发售的女性艺人单曲销售量最高纪录。仅初动销售量即超越了此前AKB48任何一张单曲的累计销售量，更新了自身的最高销量纪录。

## 媒體使用
RIVER
- 东京电视台系《周刊AKB》片尾主题歌
- CS《AKB48ネ申TV Season3》﹑《AKB48ネ申TV Special 2009》片头主题歌
- 电影《告白》插入曲

因为喜欢你
- Takara Tomy《斗真传》广告歌曲

## 收录曲目

### 通常盘
1. 《RIVER》 [4:42]
作词：秋元康，作曲﹑编曲：井上義正（日语：井上ヨシマサ）
2. 《因为喜欢你》（君のことが好きだから）[4:08]
作词：秋元康，作曲：织田哲郎，编曲：野中“まさ”雄一
3. 《飞机云》（ひこうき雲）[4:03]
作词：秋元康，作曲：成濑英树，编曲：野中“まさ”雄一）
4. 《RIVER》（off vocal ver.）
5. 《因为喜欢你》（off vocal ver.）

DVD
1. 《RIVER》Music Clip
2. 《因为喜欢你》Music Clip
3. 《飞机云》Music Clip
4. 特典影像“私服时Special ~约会时希望听到的一句话~”

特典（仅限初回生产部分）
- 全国握手会参加券（東京﹑名古屋﹑大阪﹑福岡﹑札幌﹑広島﹑仙台）
- “AKB48 Request Hour Set List Best 100 2010”乐曲投票券

### 剧场盘
1. 《RIVER》
2. 《因为喜欢你》
3. 《飞机云》
4. 《RIVER》（off vocal ver.）
5. 《因为喜欢你》（off vocal ver.）

特典
- 个別握手会参加券（东京国际展示场﹑SKE48剧场）
- 特别公演（8﹑9期生公演・卡拉OK大会・AKB总会）观看抽签券
- 各种成员生写真1枚（随机）

## 選拔成員
团队所属情况均截止至发售时
- 粗体标注者为前排成员

### RIVER
（中心成員：高橋南、前田敦子）
- Team A：板野友美、北原里英、小嶋陽菜、篠田麻里子、高橋南、前田敦子、峯岸南、宮崎美穗
- Team K：秋元才加、大島優子、小野惠令奈、河西智美、宮澤佐江
- Team B：柏木由紀、渡邊麻友
- SKE48 Team S：松井珠理奈

### 因为喜欢你
“Under Girls”名义
（中心成員：高城亚树）
- Team A：佐藤亚美菜、高城亚树、藤江麗奈
- Team K：奧真奈美、倉持明日香
- Team B：多田愛佳、片山陽加、指原莉乃、仲川遙香、仁藤萌乃
- Team 研究生：石田晴香、菊地彩香、小森美果、佐藤堇、前田亚美
- SKE48 Team S：松井玲奈

高城、片山、指原、松井玲奈继前作之后继续被选入Under Girls。
前作Under Girls当中，除兼任SDN48的大堀惠之外，增田有華、松原夏海、平嶋夏海与米沢瑠美转为Theater Girls。
菊地是自《Baby! Baby! Baby!》以来首次参加CD录制。
在于2010年1月进行的“AKB48 重溫時間 最佳曲目100 2010”中获得第二名，超过了本作A面《RIVER》第5名的成绩。

### 飞机云
“Theater Girls”名义
- Team A：中田千智
- Team K：梅田彩佳、小林香菜、佐藤夏希、近野莉菜、增田有华、松原夏海
- Team B：田名部生來、中塚智實、仲谷明香、平嶋夏海、米澤瑠美
- Team 研究生：岩佐美咲、内田真由美、大家志津香、鈴木瑪莉亞、野中美乡、松井咲子

原为Team A 5th Stage「恋愛禁止条例」公演曲目。

## 脚注
1. ↑  包含音樂下載单曲《Baby! Baby! Baby!》。若包含独立制作时期单曲则为第16张。
2. ↑  其中上作《Maybe是借口》是提供了B面单曲《无法飞翔的凤蝶》的乐曲。
3. ↑  eiga.com. . 2010-06-10  [2010-06-11]. （原始内容存档于2010-06-14）.
4. ↑  Oricon. . 2009-10-27  [2011年4月11日]. （原始内容存档于2011-08-07） （日语）.